# Вагіндра

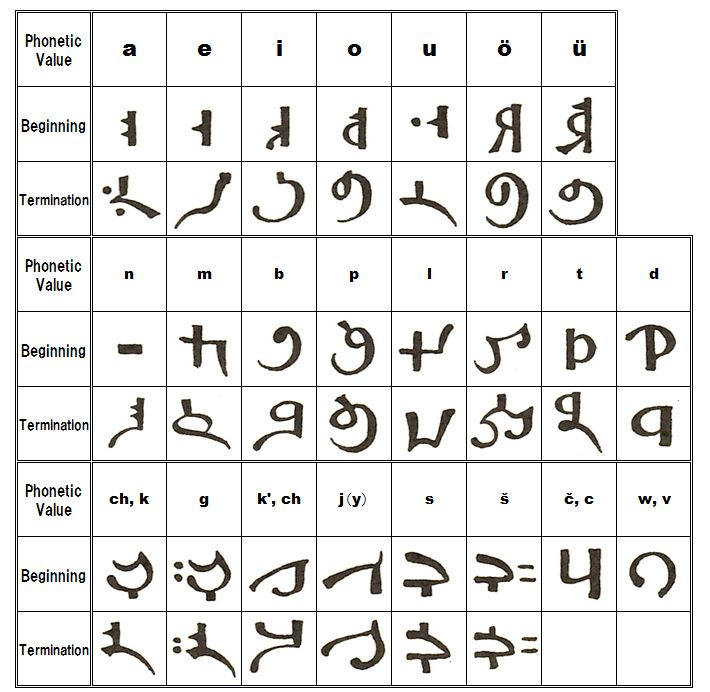
Символи алфавіту вагінда

Вагіндра (вагінтара, вагіндрагійн үсег) — різновид старомонгольської писемності, розроблений у 1905 р. бурятським ламою Агваном Доржієвим (1850–1938).

## Назва
Вагіндра (санскрит  Vaghintara  — Владика мови, також одне з імен Манджушри) — перше буддійське ім'я  Агвана Доржієва.

## Специфіка
Завданням новоствореної писемності було усунення неоднозначностей в орфографії і можливість запису, поряд з монгольською, і російською мовою (наприклад м'які букви, а також щ, і, ф). Була усунена варіативність форми символів у залежності від положення — усі знаки ґрунтувалися на середньому варіанті старомонгольської писемності. Аж до 1910 нею було надруковано не менше дюжини книг (Доржієв заснував кілька дацанів і шкіл у Бурятії і Калмикії, відкрив видавництво в Петербурзі та друкарню у своєму рідному селі Ацагат).
Бурятське письмо, подібно монгольському, мало поліфонічний характер. Букви в рядку розташовувалися вертикально, згори донизу, і писалися, як правило, злитно. Рядки у тексті слідували зліва направо. Відмінність бурятського написання була викликана тим, що буряти писали олівцем і пером, а монголи пензлем. Майже всі букви бурятського алфавіту мали три графічні варіанти (алографи), залежно від того, яке місце в слові вони займали (на початку слова, всередині або наприкінці).
До 1917 у бурятів письмовою мовою був бурятизований виклад класичної монгольської мови. Ним користувалися тільки східні буряти (селенгинські, агинські і, особливо, хоринські). Два діалекти (західний і східний) бурятської мови сильно відрізняються. Західні буряти (нижньоудинські, аларські, балаганські, капсальські, тункинські, кудинські, ехіріт-булагатські, баргузинські) не мали загальноприйнятої писемності. Спроби запровадити для них алфавіт на старомонгольській чи\або російській основах не мали успіху до 1930 року. Для західних бурят ще до 1917 року Барадійн розробив алфавіт на латинській основі.
У 1930 було запроваджене «стандартне бурят-монгольське письмо». Протрималося воно тільки до 1931 року. Свого часу проти заміни вертикальної графіки виступили такі вчені, як, наприклад, відомий сходознавець  Г. Ц. Цибіков).

## Цитата
| «... У цей же час Абай Гесер З важливістю воссідає, І владою наділеною гарною рукою Праматеринську книгу гортає. Гортає він її при місячному світлі, Усі літери у книзі йому помітні. У той же час Абай Гесер Урочисто воссідає, І силою наділеною білою рукою Прабатьківську книгу гортає. Гортає він її при сонячному світлі, Усі літери у книзі йому помітні». (З бурятського епосу «Гесер»)[1] |